# مروان شربل
مروان شربل (و. 1947)، هو عسكري لبناني ووزير الداخلية والبلديات في حكومة رئيس الوزراء نجيب ميقاتي التي تشكلت في يونيو 2011.

## حياته
ولد في قرية بينو في 11 مارس 1947. متزوج من ليندا أنطوان صقر وله ثلاثة أولاد: مايا (1984)، سامر (1986)، رامي (1992). حائز على الإجازة في الحقوق من الجامعة اللبنانية. دخل المدرسة الحربية عام 1968 وتخرج منها برتبة ملازم عام 1971. تدرج في الرتب العسكرية حتى رتبة عميد اعتباراً من يناير 1997. خدم في مختلف وحدات قوى الأمن الداخلي واستلم عدة مراكز قيادية منها مساعد قائد الدرك وصولاً إلى قيادة وحدة القوى السيارة (2001) . تابع دورة مغاوير ومنح لقب مغوار من قبل قيادة الجيش اللبناني عام 1973. تولى غرفة الشكاوى في انتخابات العام 2005. شارك في انتخابات 2009 كمستشار لوزير الداخلية زياد بارود الذي كلفه بإدارة غرفة العمليات المركزية الخاصة بالعملية الانتخابية.